# St. Isidor (Sellerich)

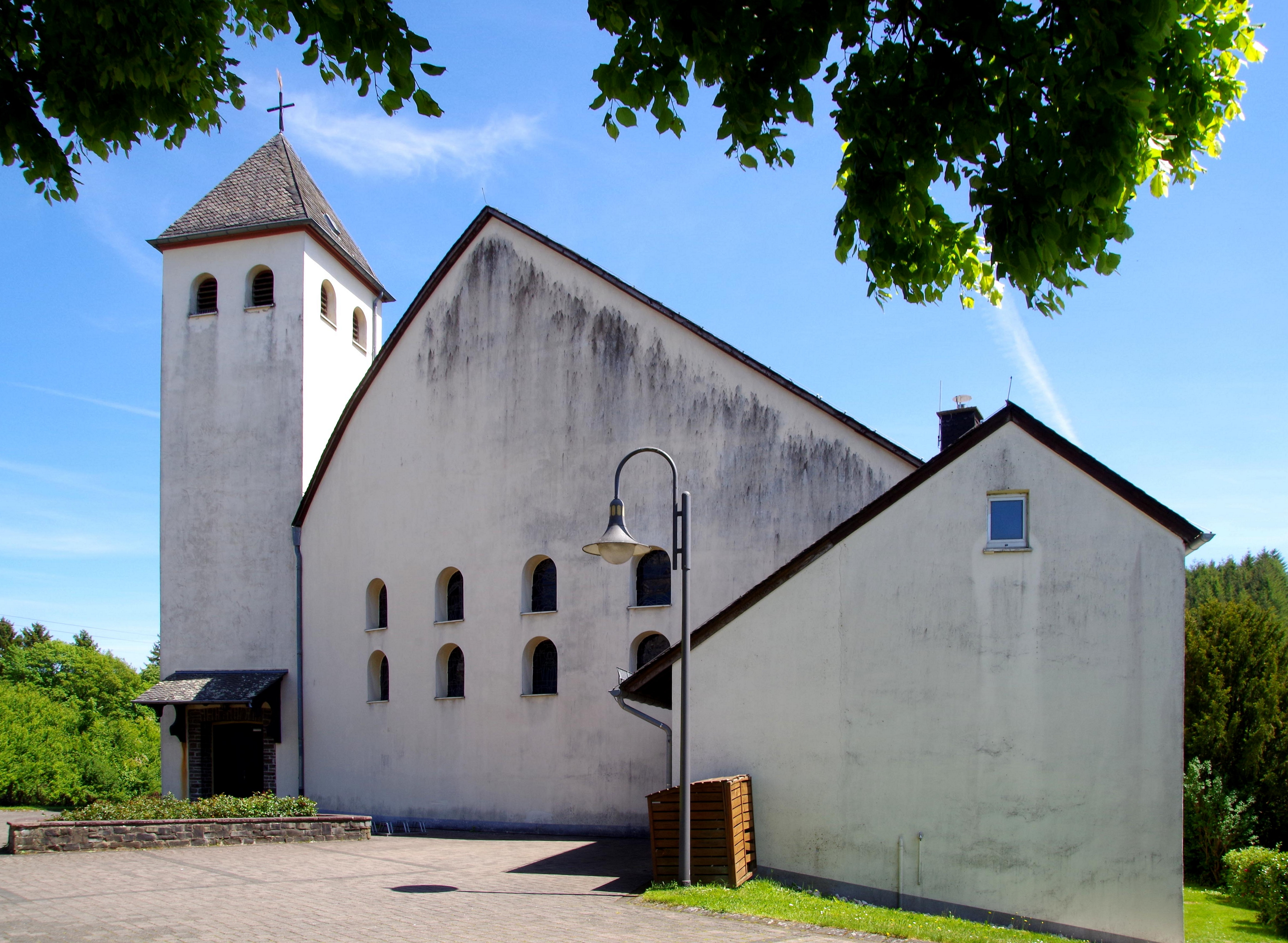
St. Isidor

Die Kirche St. Isidor ist die römisch-katholische Filialkirche von Sellerich im Eifelkreis Bitburg-Prüm in Rheinland-Pfalz. Die Kirche gehört zur Pfarrei Brandscheid in der Pfarreiengemeinschaft Bleialf im Dekanat St. Willibrord Westeifel im Bistum Trier.

## Geschichte
Ursprünglich gab es in Sellerich selbst keine Kirche. Die nächste stand im heutigen Ortsteil Hontheim. Diese Kirche, die ursprünglich St. Lambertus geweiht war, dann jedoch St. Isidor (nach Isidor von Madrid) zum Patron bekam, wurde im Zuge des Zweiten Weltkrieges Herbst 1944 gänzlich zerstört. 
Als Ort des Aufbaus einer neuen Kirche bestimmte der damalige Pfarrer von Brandscheid nicht Hontheim, sondern Sellerich. So wurde dort von 1952 bis 1953 die Saalkirche St. Isidor (mit Seitenturm und bemalter Flachdecke) erstellt, worauf Hontheim 1955 die Kapelle St. Lambertus baute.

## Ausstattung
Der Altar (auf zwölf Säulen) und der Tabernakel sind aus Sandstein gearbeitet. Die zahlreichen Buntglasfenster zeigen Heiligendarstellungen. Die Orgel wurde 1977 von der Firma Weimbs gebaut. Sie hat ein Manual und sechs Register.